# École centrale du Parti communiste chinois

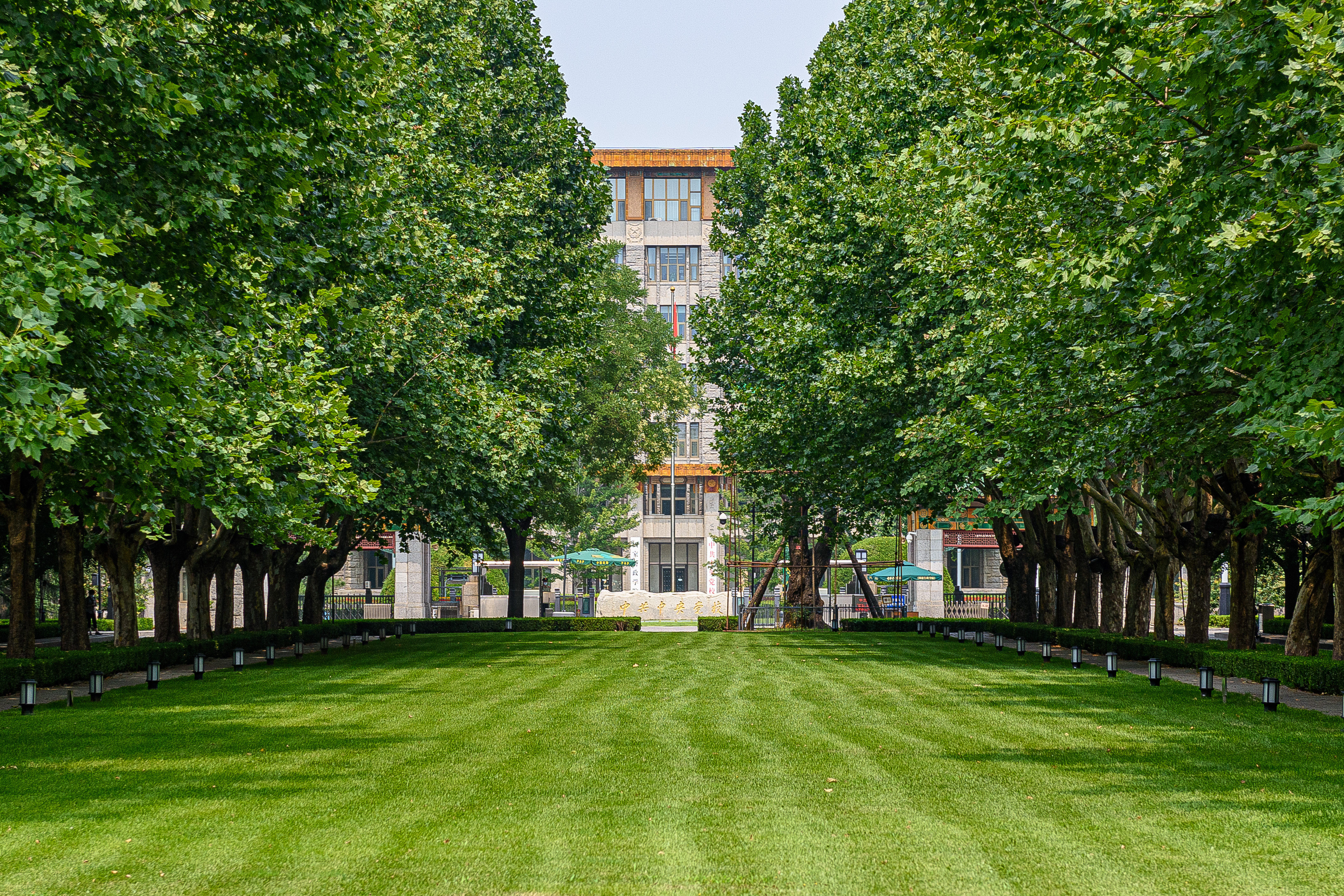
L'école centrale du parti communiste chinois

L'école centrale du parti communiste chinois est l'école du parti communiste chinois qui permet de former les dirigeants chinois qui exerceront des fonctions importantes, en province ou à l’échelon central.

## Organisation
L'école centrale du parti communiste chinois a été fondée en 1933 dans la province du Jiangxi. Les directeurs ont toujours été les Vice-présidents ou les Présidents de la République populaire de Chine. Ainsi parmi les anciens directeurs on retrouve Mao Zedong, Liu Shaoqi, Hu Jintao ou Xi Jinping.
Il existe deux écoles centrales du parti communiste chinois l’une à Pékin et l’autre à Shanghai.
Dans l'école, une classe spéciale est composée de cadres âgés de 45 à 50 ans qui formeront la « future colonne vertébrale du gouvernement ». Les cours de cette classe durent en général un an. Les trois premiers mois permettent d'étudier les bases idéologiques avec Le Capital de Karl Marx ou l’Anti-Dühring de Friedrich Engels par exemple. Puis sont présentées toutes les questions pratiques : « système législatif, élaboration d’un budget, contrôle des finances, politique étrangère, management, direction et gestion des personnels, mais aussi éradication de la corruption, méthodes de règlement des conflits ».

## Présidents
1. Li Weihan (李维汉): 1933-1935
2. Dong Biwu (董必武): 1935-1937
3. Li Weihan (李维汉): 1937-1938
4. Kang Sheng (康生): 1938-1939
5. Deng Fa (邓发): 1939-1942
6. Mao Zedong: 1942-1947
7. Liu Shaoqi (刘少奇): 1948-1953
8. Kai Feng (凯丰): 1953-1954
9. Li Zhuoran (李卓然): 1954-1955
10. Yang Xianzhen (杨献珍): 1955-1961
11. Wang Congwu (王从吾): 1961-1963
12. Lin Feng (林枫): 1963-1966
13. Hua Guofeng (华国锋): 1977-1982
14. Wang Zhen (王震): 1982-1987
15. Gao Yang (高扬): 1987-1989
16. Qiao Shi (乔石): 1989-1993
17. Hu Jintao (胡锦涛): 1993-2002
18. Zeng Qinghong (曾庆红): 2002-2007
19. Xi Jinping (习近平): 2007-2013
20. Liu Yunshan (刘云山): 2013-en cours